# Brücken (Helme)
Brücken (Helme) este o comună din landul Saxonia-Anhalt, Germania.
1. ↑  GeoNames